# Цаган-Дабан
Цага́н-Даба́н (бур. Сагаан дабаан шэлэ — «белый перевал, хребет») — горный хребет в Бурятии и, частично, в Забайкальском крае, Россия.
Расположен в Селенгинском среднегорье. Протяжённость хребта в широтном направлении составляет около 220 км от  реки Хилок на западе до реки Худан на востоке. Максимальная высота — 1434 м. В восточной части окаймляет с северо-запада долину реки Кижинги. На западе и центре на протяжении более 130 км Цаган-Дабан  окаймляет с севера 
Тугнуйскую долину. По водоразделу хребта в западной части проходит граница Тарбагатайского и Заиграевского районов (на севере) с Мухоршибирским районом (на юге) Бурятии, в центральной части проходит граница Заиграевского района (на севере) с Петровск-Забайкальским районом (на юге) Забайкальского края и Кижингинским районом Бурятии (на юго-востоке), на крайнем востоке отроги хребта находятся в Кижингинском районе. Отдельные части и отроги Цаган-Дабана: хребты Куналейский, Барский, Хараузский, Кижингинский и др. 
Хребет сложен гранитами, метаморфическими породами и базальтами. В рельефе преобладают среднегорья с более крутыми склонами в речных долинах. На склонах произрастают сосново-лиственничные леса.
В центральной части через хребет в меридиональном направлении проходит Транссибирская магистраль, в западной части по Барскому перевалу - федеральная автодорога Р258 Байкал.

## Топографические карты
- Лист карты M-49-I Заиграево. Масштаб: 1 : 200 000. Издание 1982 г.